# La Révolution surréaliste
 (juillet 2023).
Si vous disposez d'ouvrages ou d'articles de référence ou si vous connaissez des sites web de qualité traitant du thème abordé ici, merci de compléter l'article en donnant les références utiles à sa vérifiabilité et en les liant à la section « Notes et références ».
La Révolution surréaliste est la plus célèbre et la plus importante revue surréaliste fondée en 1924. Elle est pendant cinq années le creuset dans lequel vont se développer les grands thèmes du surréalisme, mouvement qui marquera et influencera profondément la littérature et les arts plastiques. Elle ne sortira que 12 numéros entre le 1er décembre 1924 et le 15 décembre 1929.

## Historique
Les premiers directeurs de La Révolution surréaliste sont Pierre Naville et Benjamin Péret, pour les quatre premiers numéros, et André Breton par la suite. 
Dans les premiers numéros, La Révolution surréaliste contient notamment des récits de rêves dus à Breton, Raymond Queneau et Michel Leiris.
Le numéro 12, l'unique de l'année 1929, sort le 15 décembre et est suivi en juillet de l'année 1930 par le numéro 1 de Le Surréalisme au service de la révolution alias Surréalisme ASDLR.
La parution de la revue est très irrégulière, d'abord mensuelle puis trimestrielle, puis biannuelle et enfin annuelle.
La mise en page de la couverture se compose toujours du titre de la revue en gros caractères et en capitales avec une photographie ou une gravure, différente à chaque parution, en dessous. 
Les volumes parus de la revue ont été réédités en un seul volume par l'éditeur Jean-Michel Place en 1975.

## Galerie
- N°8 décembre 1926
- N°5 octobre 1925
- N°3 avril 1925
- N°11 mars 1928
- N°7 juin 1926